# Bazabur
Bazabur (tiếng Ả Rập: بزابور) là một ngôi làng Syria nằm ở Ariha Nahiyah ở huyện Ariha, Idlib. Theo Cục Thống kê Trung ương Syria (CBS), Bazabur có dân số 1389 trong cuộc điều tra dân số năm 2004.